# Ribeira (Porto)

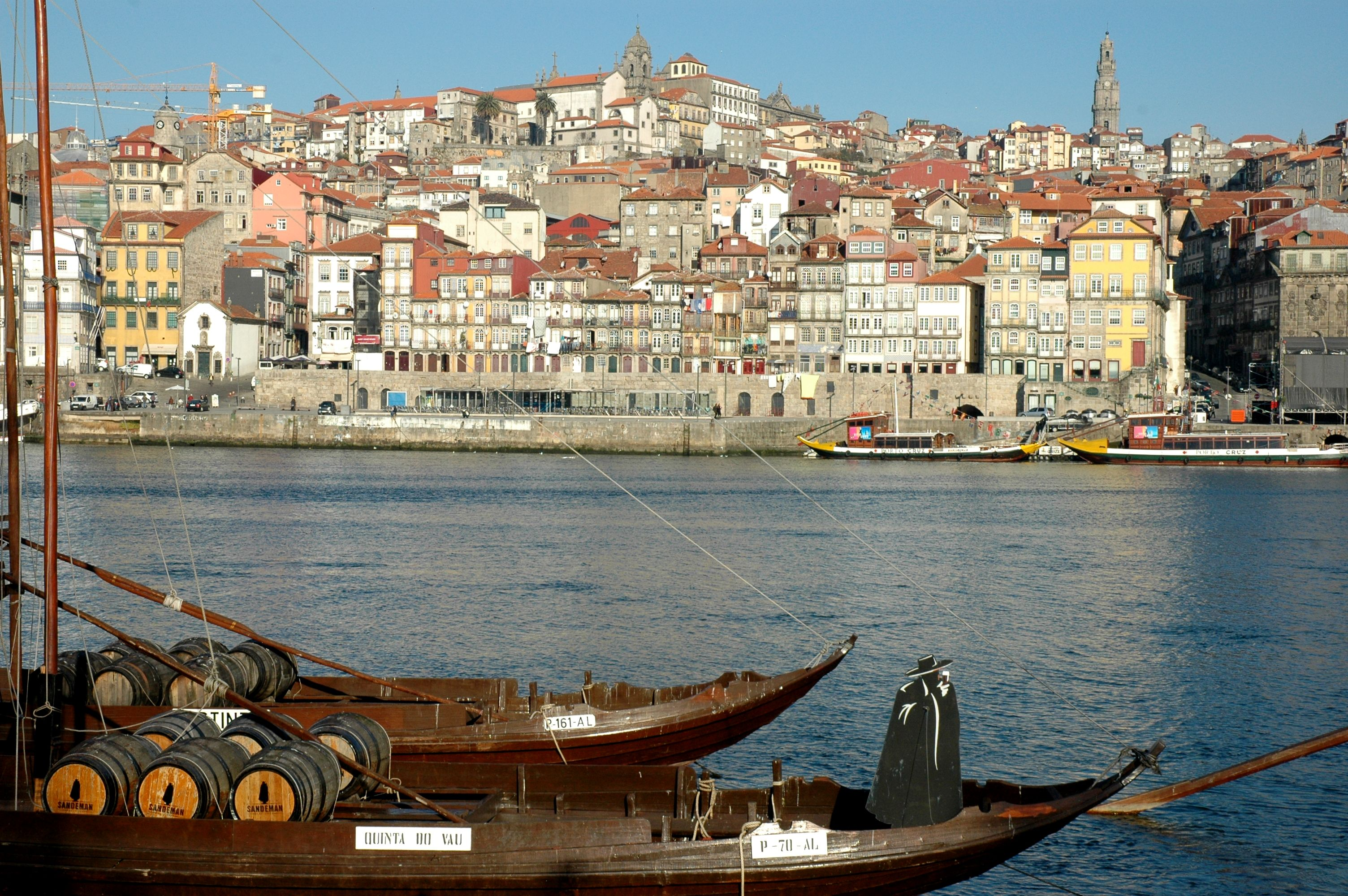
A Ribeira vista de Vila Nova de Gaia

A Ribeira é um dos locais mais antigos e típicos da cidade do Porto, em Portugal. Localizada na freguesia de São Nicolau, junto ao Rio Douro, faz parte do Centro Histórico do Porto, Património Mundial da UNESCO. É, actualmente, uma zona muito frequentada por turistas e local de concentração de bares e restaurantes.
Na Ribeira merecem destaque a Praça da Ribeira, popularmente também conhecida por praça do cubo; a Rua da Fonte Taurina, uma das mais antigas da cidade; o Muro dos Bacalhoeiros e a Casa do Infante, onde se crê que tenha nascido o Infante D. Henrique, em 1394. Foi nesta zona do Porto que viveu uma das figuras mais carismáticas da cidade, o chamado Duque da Ribeira, conhecido por ter salvo várias pessoas de morrer afogadas.

## História

### Das origens à muralha Fernandina

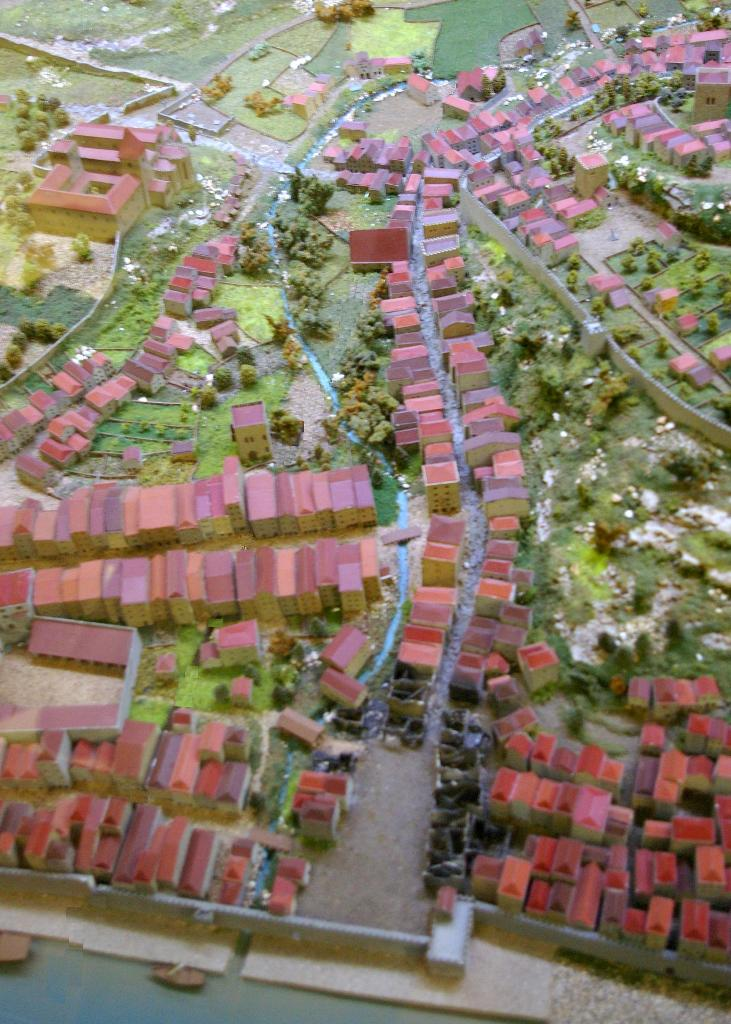
Maqueta do Porto medieval no Núcleo Museológico da Casa do Infante. Em primeiro plano, a Praça da Ribeira, abaixo do pequeno Rio da Vila (à esquerda) e da Rua dos Mercadores (à direita)

Não se sabe quando começou a ser habitada a actual zona da Ribeira. Sabe-se que o núcleo original do Porto se desenvolveu no cimo da Pena Ventosa, o actual Morro da Sé, mas que cedo se desenvolveu também um aglomerado ribeirinho, nas imediações da confluência do pequeno Rio da Vila com o Rio Douro. Vestígios arqueológicos documentam que, no período da romanização, se criaram instalações portuárias perto do local onde mais tarde se ergueu a Casa do Infante, cujos mosaicos romanos datam do século IV. Numa altura em que a zona alta já estava protegida pela Cerca Velha.
Passado o período conturbado das invasões muçulmanas e da reconquista, em 1120 D. Teresa fez a doação do Couto de Portucale a D. Hugo, bispo do Porto. A imprecisão dos limites do couto a poente (Rio da Vila ou Rio Frio) alimentaram numerosos conflitos entre o rei e o bispo, só resolvidos em 1406 quando o senhorio da cidade passou definitivamente da igreja para a coroa.
O século XIII representou um período de expansão em que o Porto cresceu, incluindo o sopé da escarpa da Pena Ventosa, próximo da margem ribeirinha. Desenvolveu-se casario, ruas, escadas e vielas, como por exemplo a Rua da Lada. Na margem direita do Rio da Vila o povoado cresceu pela beira-rio de São Nicolau, pela Rua da Reboleira e pela Rua dos Banhos, acabando por atingir o "arrabalde" de Miragaia. Assim, foram surgindo dois pólos de povoamento—um na zona alta, no morro da Pena Ventosa, em redor da sé, e outro na zona baixa, na Ribeira, ao longo da margem do Douro—ligados por uma malha urbana que se foi adensando.

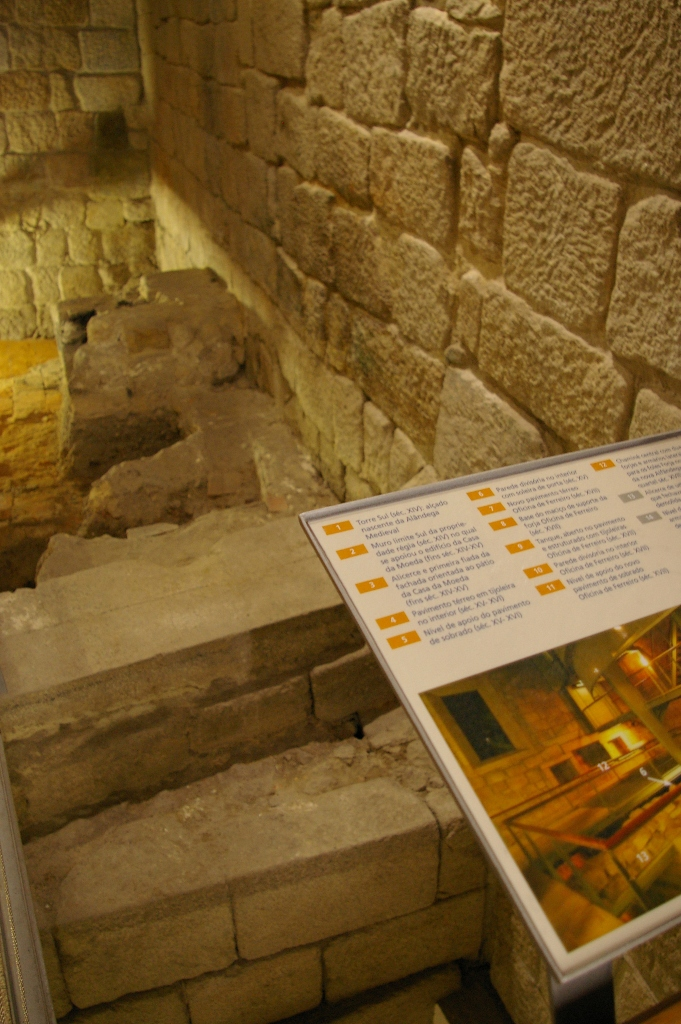
Núcleo Museológico da Casa do Infante

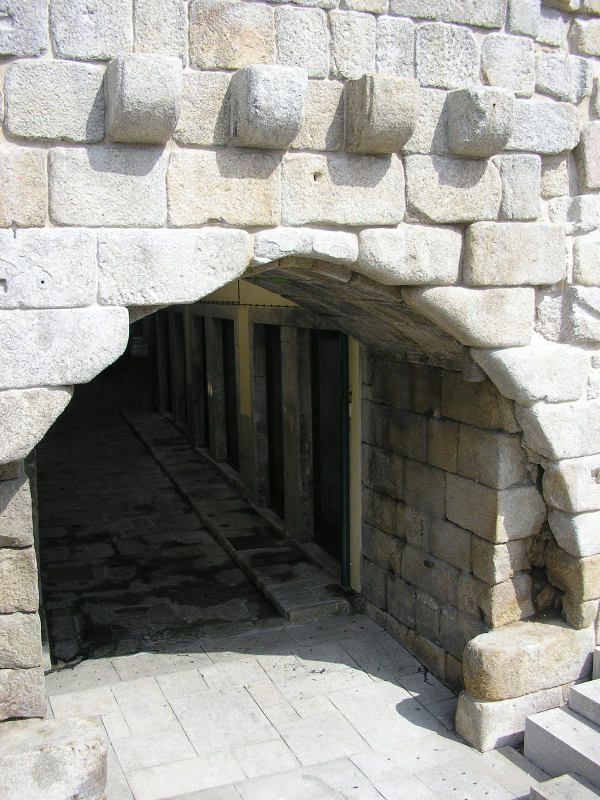
Postigo do Carvão das Muralhas Fernandinas

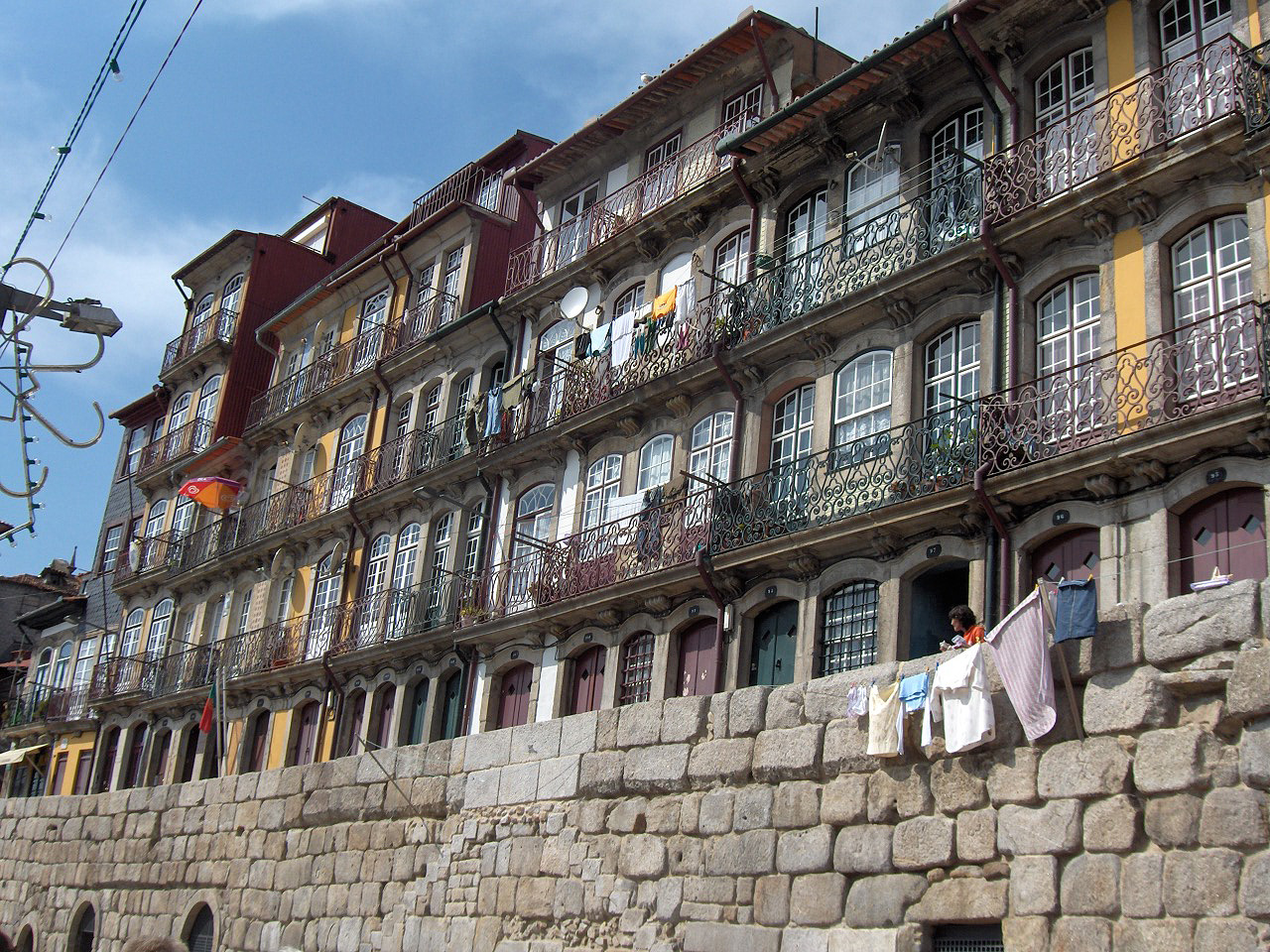
Muro dos Bacalhoeiros

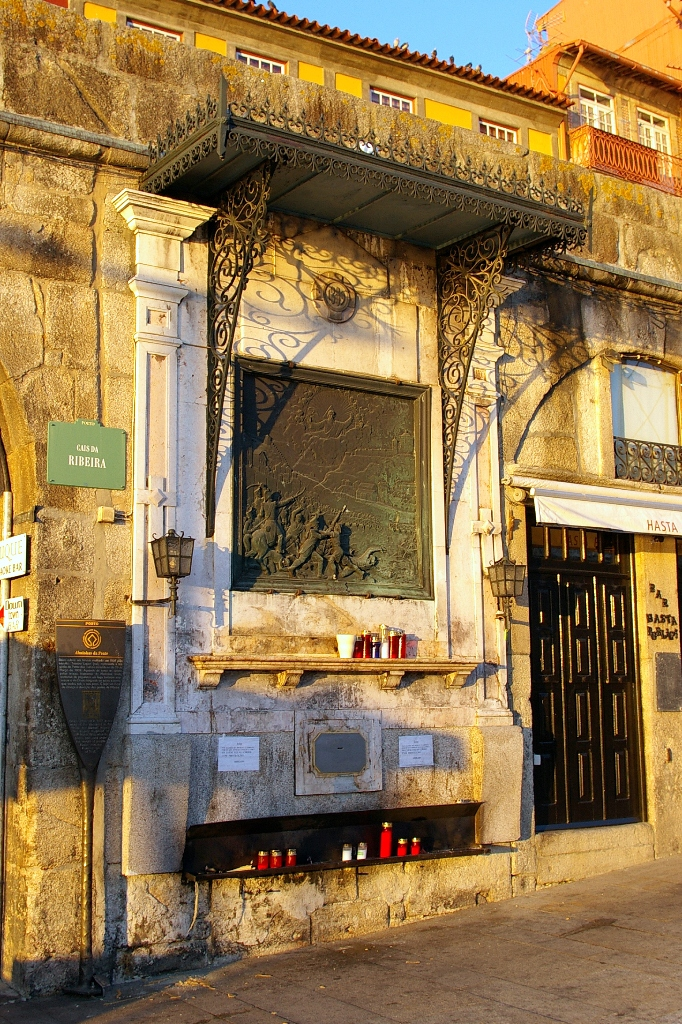
Alminhas da Ponte

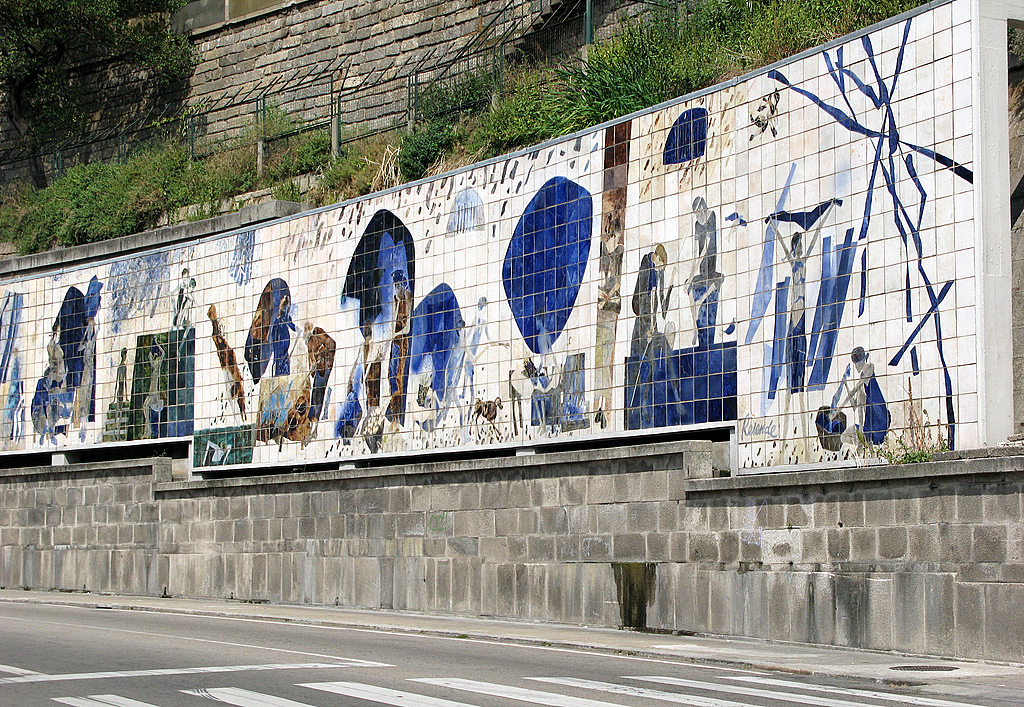
"Ribeira Negra" de Júlio Resende

O eixo mais antigo que ligava os dois aglomerados seguia pela Rua de D. Hugo, pela Porta das Verdades (da Cerca Velha) e pelas Escadas do Barredo, seguindo o caminho mais curto, mas de declive muito acentuado. Mais tarde, desenvolveu-se outro eixo de melhor acessibilidade constituído pelas Ruas dos Mercadores, Bainharia e Escura, ligando à Porta de São Sebastião.
Ao longo do século XIV o Porto teve uma grande expansão do povoamento ao longo da margem ribeirinha do Douro, reflectindo a crescente importância das actividades comerciais e marítimas. A cidade sentiu, assim, necessidade de um espaço amuralhado mais vasto que o da Cerca Velha que só protegia o quarteirão da Sé. Constrói-se uma nova cerca, correntemente designada por Muralha Fernandina porque, apesar de iniciada com D. Afonso IV, o seu grande impulsionador, só ficou concluída no reinado de D. Fernando.

### Da rua Nova à do Mouzinho
Na última década do século XIV, e por iniciativa de D. João I, começou a ser aberta a Rua Nova, uma rua que contrastava com o labiríntico Porto medieval. De traçado rectilíneo, considerada na época comprida e larga, foi local de prestígio que atraiu a construção de edifícios de luxo para habitação da elite burguesa e do clero e centralizou a vida e os negócios dos mercadores. A Rua Nova (hoje Rua do Infante D. Henrique) levou cerca de cem anos a ser concluída. Como ligava a Rua dos Mercadores ao Convento de São Francisco, constituiu um importante eixo de circulação paralelo à margem ribeirinha.
No início do século XV a Ribeira fervilhava de gentes ligadas às múltiplas actividades do rio e do mar, domínio dos mercadores e geradora de burgueses, com o centro na Praça da Ribeira e em expansão para a Rua Nova. Em 1491, um violento incêndio consumiu grande parte das casas da Praça da Ribeira e das zonas circunvizinhas. A partir de 1521, por iniciativa do rei, começou a ser aberta, através das hortas do bispo e do cabido e em terrenos da Misericórdia, a Rua de Santa Catarina das Flores, actual Rua das Flores, facilitando o acesso da Praça da Ribeira à Porta de Carros (das Muralhas Fernandinas), junto ao Convento de São Bento da Avé-Maria, saída norte da cidade.
Dois séculos mais tarde, João de Almada e Melo foi responsável por um plano urbanístico para a cidade do Porto—um dos primeiros planos de conjunto na Europa. A Praça da Ribeira foi alterada, foi aberta a Rua de São João, melhorando o acesso da Ribeira à zona mais alta da cidade que, até aí, se fazia principalmente pela Rua dos Mercadores.
A segunda metade do século XVIII foi também a época da construção de grandes edifícios representativos da arquitectura neoclássica de influência inglesa, que se prolongaria ainda pelo século XIX. São exemplos, na zona da Ribeira, o Palácio da Bolsa, a Casa da Feitoria Inglesa, os edifícios do lado poente da Praça da Ribeira, a Igreja dos Terceiros de São Francisco e os arcos abertos no "Muro da Ribeira", para facilitar o acesso ao rio. Esta arcaria foi inspirada nas galerias Adelphi, antigos armazéns da zona portuária de Londres que acabaram por ser demolidos para dar lugar ao Victoria Embankment.
Apesar de todas as transformações que o Porto, no seu todo, atravessou nos finais do século XVIII, a cidade manteve-se virada para o Douro, vivendo em função do rio, com o centro económico e social nas suas proximidades – Praça da Ribeira, Rua Nova dos Ingleses, Rua de São João e Largo de São Domingos. As imagens da época, representando o rio coberto de navios, sugerem a importância do intenso tráfego comercial.
O século XIX portuense ficou marcado, logo no início, por situações de instabilidade política como as invasões francesas. Em 1809, ocorreu na Ribeira a tragédia da Ponte das Barcas, lembrada pelas Alminhas da Ponte, com um baixo-relevo da autoria de Teixeira Lopes, pai, colocadas no Cais da Ribeira. Na década de 1830, foram as guerras liberais, que culminaram com o Cerco do Porto, em 1832-1833, que provocaram destruições na cidade antiga, sobretudo na parte baixa ribeirinha e nas encostas circundantes.
Mas a segunda metade deste século apresentou épocas de grande dinamismo. Em 1885 abriu-se a Praça do Infante e construiu-se o Mercado Ferreira Borges. Esta intensa fase de expansão urbana surge inserida num contexto de forte crescimento demográfico, de atracção de populações do mundo rural e de transformações económicas, nomeadamente da crescente importância das actividades industriais. A pressão demográfica na Ribeira continuou a aumentar sem cessar.
A reorganização da estrutura urbana portuense no século XIX foi também muito condicionada pela revolução das infra-estruturas de circulação. Para a travessia do rio Douro, ao longo deste século, sucederam-se a Ponte das Barcas inaugurada em 1806; uma ponte pênsil, a Ponte pênsil D. Maria II, em 1843; e, em 1886, a Ponte Luís I, com a novidade de ter um segundo tabuleiro à cota alta, dispensando a passagem obrigatória pela Ribeira ao trânsito vindo de sul. No núcleo antigo, na segunda metade de oitocentos, dá-se uma importante reorganização das vias de trânsito com a abertura de novas ruas, nomeadamente a Rua de Mouzinho da Silveira (1872), novo eixo mais largo e rectilíneo ligando a Rua Nova dos Ingleses (Rua do Infante D. Henrique) ao Convento de São Bento da Avé-Maria.

### Da decadência à recuperação
As profundas mudanças da vida portuense durante o século XIX provocaram a deslocação progressiva do centro da vida social, política e de negócios da cidade da área da Ribeira e São Domingos para a Praça Nova e suas imediações, que adquiriram crescente importância. Como consequência, as sedes de empresas, seguros e bancos, ligados à burguesia mercantil e financeira, procuram também instalar-se junto dos novos arruamentos de melhor acessibilidade (Rua Nova da Alfândega, Rua de Ferreira Borges, Rua de Mouzinho da Silveira) ao centro emergente. Do ponto de vista social e demográfico, assiste-se à gradual transferência das famílias ricas para locais mais amplos e aprazíveis; e à sobre-ocupação habitacional, acelerada pelo crescente afluxo de gentes do campo atraídas pelo despontar da industrialização, verificando-se uma acelerada degradação das condições higiénicas e de salubridade na Ribeira, designadamente nos bairros da Lada e do Barredo. Por fim, a construção de um porto artificial em Leixões em 1895, que vai sendo ampliado ao longo do século XX, acabou por marginalizar definitivamente esta zona histórica, conduzindo-a a uma gradual decadência e degradação.
No entanto, a partir de meados da década de 1970, em grande parte graças às iniciativas desenvolvidas pelo Comissariado para a Renovação Urbana da Área de Ribeira/Barredo (CRUARB), pôs-se em prática um ambicioso plano de recuperação e revitalização da Ribeira do Porto. A actividade desenvolvida pelo CRUARB foi também decisiva para a apresentação da candidatura do Centro Histórico do Porto à UNESCO para classificação como Património Cultural da Humanidade, em 1991.
Enquadrado neste renascimento da Ribeira, abriram-se numerosos bares e restaurantes, tornando-a num ponto de encontro para a animação nocturna.
Por ocasião do Porto 2001 - Capital Europeia da Cultura, foram remodelados o pavimento e o mobiliário urbano entre a Ponte D. Luís e o Cais da Estiva, segundo uma intervenção projectada pelo arquitecto Manuel Fernandes de Sá. A Ribeira é hoje o postal ilustrado do Porto e uma das zonas mais visitadas da cidade.
Em 2022 foi eleita um dos tesouros da cultura cinematográfica europeia (Treasures of European Film Culture) pela Academia de Cinema Europeu.